# Kappa Canis Majoris
Kappa Canis Majoris (κ CMa / 13 Canis Majoris / HD 50013) es una estrella en la constelación del Can Mayor de magnitud aparente +3,51.
No tiene nombre propio habitual pero en China, junta a Aludra (η Canis Majoris) y a estrellas de Puppis, era conocida como Hoo She, «el arco y la flecha».
Se encuentra aproximadamente a 790 años luz del sistema solar.
Kappa Canis Majoris está catalogada en la base de datos SIMBAD como una subgigante de tipo espectral B1.5IVe, aunque algunos autores la consideran una estrella de la secuencia principal.
Tiene una temperatura efectiva de 24.100 K y es unas 34.000 veces más luminosa que el Sol.
El radio y la masa de Kappa Canis Majoris son difíciles de evaluar.
De acuerdo a la paralaje medida por el satélite Hipparcos, tiene un radio 6 veces más grande que el del Sol, aunque para una estrella de la secuencia principal debería ser inferior a este valor.
Con una masa en torno a 10 masas solares, su edad se estima en 11 millones de años.
Kappa Canis Majoris rota muy deprisa; distintas medidas establecen su velocidad de rotación entre 220 y 243 km/s, entendiendo este valor como un límite inferior.
Como consecuencia de ello, es una estrella Be —similar, por ejemplo, a Gomeisa (β Canis Minoris)—, siendo Kappa Canis Majoris una de las estrellas Be más brillantes del hemisferio sur.
Estudios de interferometría han puesto de manifiesto que el disco de materia que la rodea es asimétrico.
Asimismo, está catalogada como variable eruptiva Gamma Cassiopeiae, con una fluctuación en su brillo de 0,19 magnitudes.